# タウリンデヒドロゲナーゼ
タウリンデヒドロゲナーゼ(タウリンデヒドロゲナーゼ)は、次の化学反応を触媒する酸化還元酵素である。
タウリン + H2O + 受容体 {\displaystyle \rightleftharpoons } スルホアセトアルデヒド + NH3 + 還元型受容体
反応式の通り、この酵素の基質はタウリンとH2Oと受容体、生成物はスルホアセトアルデヒドとNH3と還元型受容体である。
組織名はtaurine:acceptor oxidoreductase (deaminating)で、別名にtaurine:(acceptor) oxidoreductase (deaminating)がある。